# Erigorgus lacertosus
Erigorgus lacertosus là một loài tò vò trong họ Ichneumonidae.